# Черкаський міський центр дитячої та юнацької творчості
«Центр дитячої та юнацької творчості м. Черкаси» - Позашкільний навчальний заклад.
В 1935 році в місцевій пресі промайнула перша згадка про те, що в місті Черкаси відкрився Палац піонерів та жовтенят. З того часу змінювалась його назва: Палац піонерів та школярів, Міський Палац піонерів, Палац дитячої та юнацької творчості… Але він завжди залишався центром дитячих радощів, міцної дружби, високих мрій і перших творчих здобутків.
За ці роки десятки тисяч юних черкащан відчули тут тепло і увагу педагогів, знайшли свою улюблену справу, поринули в неосяжний свят культури рідного народу, доторкнулись до найкращих зразків сучасного світового мистецтва, навчились змістовно проводити своє дозвілля, зробили перші кроки до майбутньої професії.

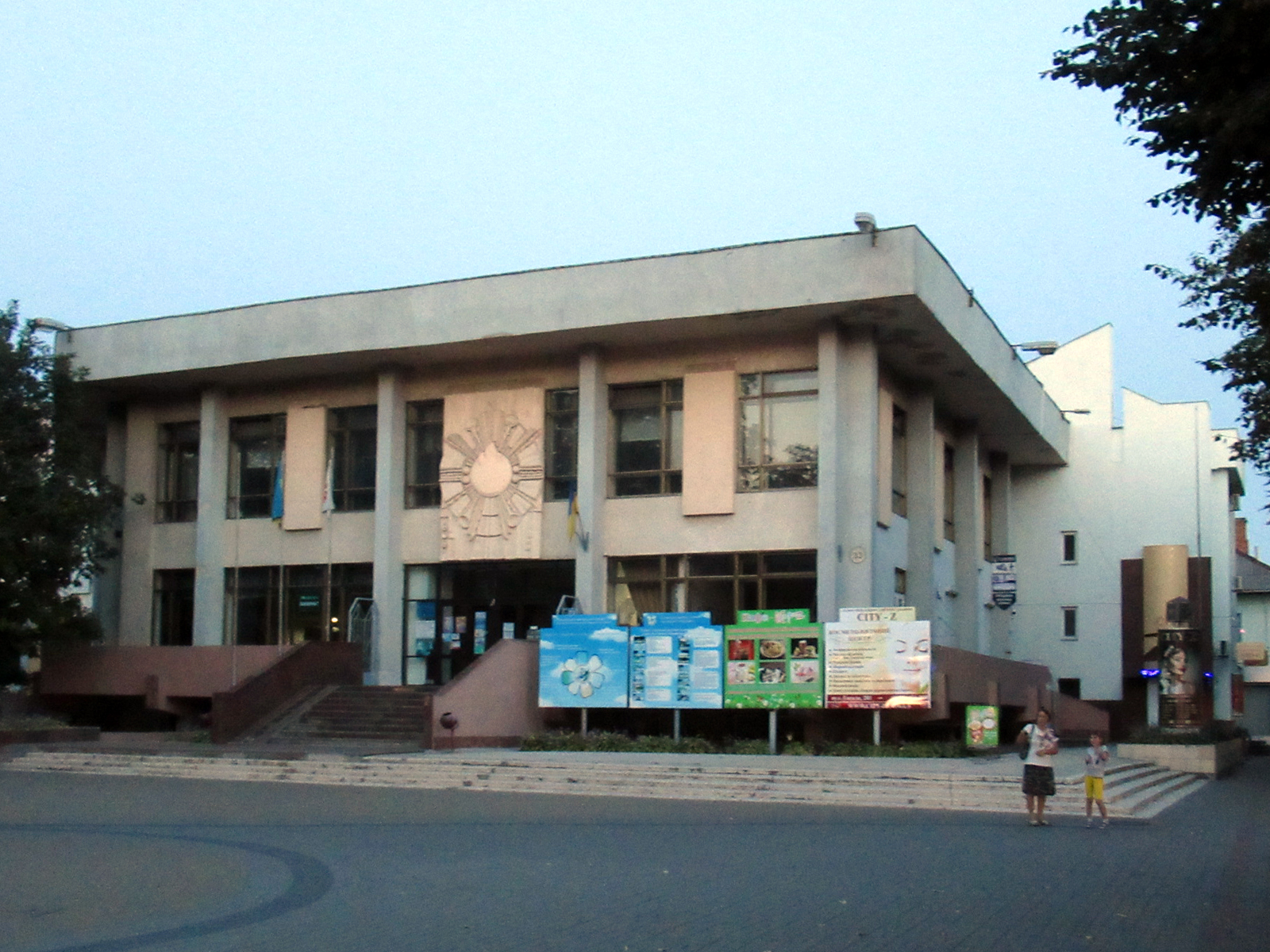
новий корпус

У день свого 75-річчя, Центр дитячої та юнацької творчості – потужний, широкодоступний, багатопрофільний позашкільний навчальний заклад комплексного типу.
Численний творчий педагогічний колектив у своїй діяльності вирішує головну педагогічну проблему: пошук та впровадження в практику навчально-виховного процесу нових форм роботи з обдарованими дітьми, здійснення комплексного підходу до виховання всебічно-розвинутої особистості.
Більш 2,5 тисяч юних черкащан щорічно навчаються в дитячих творчих об’єднаннях ЦДЮТ, а кількість дітей, залучених до участі в масових заходах, сягає за 15 тисяч на рік.
В закладі створені всі умови для гармонійного розвитку особистості, її творчого та інтелектуального потенціалу в вільний від навчання час, підготовки підлітків до життя в умовах ринкової економіки, задоволення потреб молоді у професійному самовизначенні, пошуку, розвитку і підтримки юних талантів і обдарувань для формування творчої і наукової еліти в різних галузях суспільного життя.
Творчий та педагогічний здобуток ЦДЮТ – 9 Зразкових дитячих художніх колективів,1 Народний художній колектив, Мала академія наук та мистецтва, створена спільно з Черкаським державним технологічним університетом, школа додаткового комплексного навчання "Грайлик", різноманітні ігрові програми для учнів всіх вікових категорій загальноосвітніх закладів міста, переможці та лауреати Міжнародних, Всеукраїнських, обласних та міських конкурсів, змагань. Але головне наше надбання – це щасливі, усміхнені діти, що з задоволенням і великою користю для себе опановують різні види декоративно-прикладної, технічної творчості, навчаються хореографії і вокалу, вчаться дбати про своє здоров’я, любити та оберігати довкілля.
Ласкаво просимо в Центр дитячої та юнацької творчості. Тільки з нами – майбутнє обдарованих дітей міста.
|
|}
ЦДЮТ - позашкільний навчальний заклад у місті Черкаси. Заклад має більше 50 гуртків, які об'єднані в напрямки:
- Відділ музичного мистецтва та культурно-масової роботи: ігротека, ігрові програми, театр-студія «Сучасник», гурток «Юні кореспонденти», міська газета «Ш. О. К.», Зразкова вокальна студія «Прима», Зразковий дитячий музичний театр «Ліра» (хореографія, вокал, акторська майстерність),   Зразкова вокальна студія «Браво», Зразкова студія сучасної музики «Сузір'я», гурток художнього читання, гурток «Юний актор»;
- Відділ декоративно-прикладної творчості: ательє лялькового одягу, майстерня «Сувенір», майстерня «М'яка іграшка», гурток художнього оздоблення одягу «Фантазія», гурток бісероплетіння, студія «Флора», гурток «Витинанка» (паперова пластика), гурток конструювання та моделювання одягу, гурток плетіння гачком, гурток «Грайлик», гурток «Смак», мистецька студія «Юний художник», студія «Керамос», школа моделей «Стиль» (дефіле), школа моделей «Стиль» (хореографія), гурток «Рукоділля»;
- Відділ хореографічного мистецтва: Зразковий шоу-балет «Магія», ансамбль бального танцю «Максимум», Народний художній колектив ансамбль народного танцю «Веселка»,Зразковий  шоу-гурт «Анфас», ансамбль ірландського танцю, ансамбль сучасної хореографії "Міріданс";
- Науково-технічний: судномодельний гурток, авіамодельний, гурток «Початкового технічного моделювання», гурток інформатики, фотостудія «Погляд»;
- Еколого-натуралістичний напрямок: клуб «Дев'ясил», клуб акваріумістів, гурток «Юний геолог»;
- Фізкультурно-спортивний напрямок: секція «Айкідо», шаховий гурток, секція кунг-фу, секція таеквондо, секція капоейра.
- Дослідницько-експериментальний: Мала академія наук;
- Гуманітарний напрямок: гурток «Грайлик».